# Bernstorff Slot
Bernstorff Slot (især tidligere kaldt slet og ret Bernstorff) er et slot i Gentofte nord for København. Slottet blev bygget i årene 1759-1765 til udenrigsminister J.H.E. Bernstorff af den franskfødte arkitekt Nicolas-Henri Jardin. Slottet forblev i familien Bernstorffs eje indtil begyndelsen af 1800-tallet. Senere blev det købt af Christian 8., der brugte det som sommerresidens. Slottet blev brugt af kongehuset frem til 1939. I dag er parken offentlig tilgængelig.

## Historie
Området har langt tilbage i tiden været dækket af skov, Brødskoven. Skoven tilhørte en overgang dronning Sophie Amalie, og hun fik den udlagt som dyrehave (kaldet Dronningens Dyrehave ved Gentofte).
Christian 5. anlagde Jægersborg Dyrehave, og Brødskoven blev da omlagt som fasanhave – også kaldet fasaneriet – og i den nordvestlige ende af skoven byggede man Fasangaarden som vogterbolig. Fasaneriet blev nedlagt i 1724, og kort tid efter blev Fasangaarden moderniseret af hofbygmester Lauritz de Thurah.
Fasangaarden lå, hvor villaen Lille Bernstorff ligger i dag – i parkens nordvestlige hjørne – og Brødskovens placering og omfang svarer stort set til Bernstorff Slotshave.
I de følgende år bliver flere landbrugsarealer lagt under slottet, og i 1764 dækkede hovmarkerne Gentoftes, Ordrups og Vangedes jorder. Store dele af dette område var udlagt som høslæt til brug for husarernes heste på Jægersborg Slot, og disse dele af driften var bortforpagtet til Hovmarksgården som lå nordvest for slotshaven.
Den Fasangaard med have, som 1681 var bleven indrettet ved Jægersborg Slot, skænkede Frederik V den 7. november 1752 til sin udenrigsminister, Johan Hartvig Ernst Bernstorff, og denne besiddelse forøgedes senere ved nye dotations- og skødebreve af 13. juli 1761 og 2. juli 1764 med andre omliggende, mest til Jægersborg hørende jorder, og på dette således opståede gods lod Bernstorff 1762–64 opføre slottet, som dog i begyndelsen kaldtes "sommerhus". Bernsorff var optaget af fransk kultur og derfor lod han den franske arkitekt Nicolas-Henri Jardin bygge slottet.

## Slottet bygges
Bygningen domineres af vandrette og lodrette linjer. Facaden er symmetrisk omkring midten, som dog ikke afspejler sig i ruminddelingen. Ruminddelingen var præget af, at intet rum var gennemgående fra forside til haveside. Havesalen blev oval og med et fremspringende bueparti midt på havefacaden. Bygningen var med høj kælder og to etager. Etageadskillelsen blev markeret med et vandret bånd. Bygningen havde valmtag, der delvist blev skjult af en attika, kronet med vaser. Over indgangen satte Bernstorff indskriften "Honesto inter labores otio sacrum" ("viet til velfortjent hvile mellem arbejdsstunder").
Haven fik et barokt præg, beliggende mellem to alleer, idet bygningen blev placeret tværstillet på det højeste punkt i terrænet. Derved forstærkede trærækkerne husets størrelse. Fra havesiden var der udsigt mod både København og Øresund, hvilken kunne studeres nærmere ved hjælp af en kikkert. F.W.B. Ramdohr, der besøgte Bernstorff i 1792, beretter, at huset lå øverst i et stigende terræn i midten af et amfiteater omgivet af skove. Haven nærmest slottet bestod af busketter og køkkenhaver.

## Tidlige landboreformer
Mens Bernstorff var i live, foregik diskussionen om landboreformerne, og Bernstorff lod sig overtale til at indføre arvefæste og at udskifte jorden. Nicolai Jonge konstaterede, at "Gientofte har 20 Gaarde, 40 Huse, af hvilke 14 Gaarde ere udflyttede, ..Ordrup har 8 Gaarde, 13 Huse, hvor to Gaarde ere udflyttede fra Fælledsskab, de øvrige have deres Jorder ved deres Gaarde, eftersom de ligge som i en Zirkel; .. Vangede har 15 Gaarde, 12 Huse, hvoraf 8 Gaarde ere udflyttede fra Fælledsskab." Til minde om Johann Hartvig Ernst Bernstorffs virksomhed på godset ved at indføre arvefæste, afskaffe hoveriet og lade jorderne udskifte rejste bønderne den 28. august 1783 en ærestøtte for ham på Gentofte Bakke ved hovedlandevejen mellem København og Frederiksborg. Støtten består af en omtrent 10½ alen høj obelisk af norsk marmor med emblemer og indskrift på latin og dansk skrevet af gehejmeråd A.G. Carstens, udført af Johannes Wiedewelt.

## Senere historie
Bernstoff døde i 1797 og hans to sønner ejede slottet til 1812, da det blev solgt for 225.000 rigsdaler til justitsråd, senere etatsråd Ole Chr. Borch, som året efter skødede det for 280.000 rigsdaler til kancelli-præsident, senere gehejmestats- og justitsminister Fr. Jul. Kaas, der atter i 1817 afhændede det til den rige engelsk-vestindiske plantageejer Christoffer Mac Evoy, hvilken sidste anlagde parken i engelsk stil men ved sin død i 1838 efterlod slottet i meget forfalden tilstand. Derimod vedblev det meste af jordegodset at tilhøre den Bernstorffske familie indtil 1839, da det solgtes til cand.jur., krigsassessor Peter Hilarius Ferdinand Kalko, som samme år ved auktion købte slottet for 25.850 rigsdaler og således atter samlede hele ejendommen. Kalko havde dog kun købt slottet for at sælge det til nedbrydelse, hvilken imidlertid ikke blev iværksat, og i 1842 købte Christian VIII gård og gods for 100.000 Rd. Han lod slottet istandsætte af bygningsinspektør J.H. Koch og benyttede det som sommeropholdssted. Efter 1848 blev det statsejendom og udlejedes, i 1853 anvistes det til Prins Christian (senere Kong Christian 9.) til sommerresidens, og det benyttedes derefter af Kongefamilien frem til 1939. Da Prins Valdemar i 1885 giftede sig med prinsesse Marie af Orléans (Prinsesse af Huset Orléans - en sidegren til den franske Kongeslægt Bourbon), blev slottet dem anvist af Kongen sammen med Det Gule Palæ. Prinsessen var kunstner og også meget optaget af brandbekæmpelse og Æresoberst af Københavns Brandvæsen som H.M. Dronning Margrethe II har været siden 1972. Prins Valdemar døde i 1939 og det fandtes derfor nærliggende at slottet overgik til den nyoprettede Statens Civile Luftværn, og senere til CBU-korpset og Beredskabskorpset.
Den 12. august 1939 blev slottet taget i brug af Beredskabsstyrelsens Befalingsmandsskole som kursuscenter, siden Beredskabsstyrelsens Center for Lederuddannelse som har anvendt slottet til udgangen af marts 2008, hvor det flyttede. Flytningen skyldtes stigende husleje og blev besluttet i forlængelse af et større politisk forlig om redningsberedskabets struktur. Slottet er i dag forpagtet som kursus- og konferencecenter.